# Alexis Castle
Alexis Castle est un personnage de la série télévisée américaine Castle (2009-2016). Elle est la fille du héros éponyme de la série, Richard Castle, et la belle-fille de Kate Beckett. Créée par Andrew W. Marlowe, elle est interprétée par Molly Quinn.

## Biographie
Alexis est la fille adolescente de l'auteur de romans policiers Richard Castle et de la première femme de celui-ci, Meredith, dont elle a hérité de la rousseur. Elle vit avec son père et sa grand-mère paternelle, l'actrice Martha Rodgers, dans le luxueux loft de Richard à Manhattan, tandis que sa mère, actrice, est établie à l'autre bout du pays, à Hollywood. 
Âgée de 15 ans au commencement de la série, la jeune fille se révèle étonnamment mature pour son âge. Il n'est pas rare qu'une de ses réflexions sagaces aide Richard à progresser dans la résolution d'une des enquêtes qu'il mène avec la policière Kate Beckett, et la fille "recadre" souvent le père quand celui-ci se laisse un peu trop aller à sa fantaisie naturelle. Ce caractère foncièrement sérieux de sa fille suscite chez l'écrivain autant d'admiration que d'inquiétude.
Alexis et son père ont une relation fusionnelle : il l'a élevée seul, et peut tout sacrifier pour elle. On les voit fréquemment tout au long de la série partager des activités ludiques, dont une partie au long cours de tir laser qu'ils ont commencée quand la fillette avait cinq ans, et qui ne s'achèvera que dans l'épisode 4-23… pour mieux recommencer.
Très sage, d'une honnêteté scrupuleuse, Alexis est une excellente élève, et elle multiplie les activités scolaires et péri-scolaires, et les stages — dont un à la morgue, ce qui provoque la consternation de son père. Elle termine "major" (valedictorian) de son lycée, et doit à ce titre prononcer le discours de remise des diplômes, ce dont elle se sort brillamment, évoquant les choses qui doivent avoir une fin et les choses qui demeurent pour toujours en nous. Dans l'épisode 4-21, on apprend qu'elle est à la fin de ses études secondaires acceptée dans les plus prestigieuses universités, dont Princeton, Stanford, Oxford, Sarah Lawrence… Elle choisira finalement d'étudier à Columbia à New York, ne pouvant envisager de trop s'éloigner de son père.

Au long de la troisième saison, Alexis a une première relation amoureuse avec un jeune homme, Ashley (« Ash ») ; elle rompt avec lui dans l'épisode 7 de la saison 4, n'arrivant pas à gérer leur relation à distance (il a quitté New York pour aller étudier en Californie). 

Durant les épisodes 15 et 16 de la saison 5, Alexis est kidnappée, et son père, désespéré et en manque de pistes, va jusqu'à Paris pour tenter de la retrouver. Il sera aidé pour cela par son propre père, agent secret, qu'il ne connaissait pas : Alexis est ainsi sauvée par son grand-père sans que jamais elle ne le rencontre.

Lors de la sixième saison, Alexis a une liaison avec Pi, un jeune militant écologiste très décontracté qu'elle a rencontré lors de son voyage d'étude au Costa-Rica (ép. 6-01). Ils s'installent ensemble, malgré les réticences de Castle, mais Alexis rompt bientôt avec lui, et vient réemménager chez son père dans l'épisode 6-16.

Durant la huitième et dernière saison, Alexis travaille épisodiquement mais avec efficacité pour Richard Castle Investigations, l'agence de détective privé créée par son père.

Dans les années qui suivront la fin de la série, telles qu'elles sont évoquées dans la très brève séquence en flashforward qui clôt l'ultime épisode 8-22, Alexis sera de fait la demi-sœur des trois enfants du couple Richard Castle-Kate Beckett ; mais elle n'apparaît pas elle-même dans cette scène, et l'on n'en apprend pas plus sur ce qu'elle deviendra.